# کوین فرایبرگر
کوین فرایبرگر (انگلیسی: Kevin Freiberger؛ زادهٔ ۱۶ نوامبر ۱۹۸۸) بازیکن فوتبال اهل آلمان است.
از باشگاه‌هایی که در آن بازی کرده‌است می‌توان به باشگاه فوتبال اسنابروک، باشگاه فوتبال روت‌وایس اسن، و باشگاه فوتبال بوخوم اشاره کرد.